# Pavetta greenwayi
Pavetta greenwayi är en måreväxtart som beskrevs av Cornelis Eliza Bertus Bremekamp. Pavetta greenwayi ingår i släktet Pavetta och familjen måreväxter. Inga underarter finns listade i Catalogue of Life.